# Mircea Saulesco
Mircea Petre Saulesco (ursprungligen Săulescu), född 14 september 1926 i Bukarest, död 2013, var en rumänsk-svensk kammarmusiker.
Saulesco, som var son till general Spiridon Săulescu och Viorica Statescu, studerade vid Musikakademien i Bukarest och bedrev filosofiska och juridiska studier vid Bukarests universitet. Han var elev till George Enacovici, Garbis Avachian, George Enescu och Jacques Thibaud. Han anställdes vid Rumäniens radioorkester 1938, vid Bukarests filharmoniska orkester 1950, blev konsertmästare där 1956 och förste konsertmästare 1957. Under en turné med sistnämnda orkester 1958 hoppade han efter den sista konserten i Stockholm av till Sverige och anställdes vid Sveriges Radios symfoniorkester samma år. 
Hösten 1962 startade dåvarande stämledarna i Sveriges Radios symfoniorkesters stråksektioner Saulescokvartetten, som bestod av konsertmästaren Mircea Saulesco på första violin, Claes Nilsson på andra violin, Holger Hansson på viola och Åke Olofsson på cello, och hade sin offentliga debutkonsert ett år senare. Saulescokvartetten tilldelades en Grammis 1972 för årets kammarproduktion.